# Eva Christiansen
Eva Christiansen (ur. 1970 w Kolonii) – współpracowniczka kanclerz Niemiec Angeli Merkel na stanowisku kierowniczym w Federalnym Urzędzie Kanclerskim. 
Christiansen stoi na czele działu ds. Planowania Politycznego, Innowacji i Polityki Cyfrowej Federalnego Urzędu Kanclerskiego oraz jest autorką przemówień. Wraz z Beate Baumann, kierowniczką biura, należą do najwęższego kręgu współpracowników Angeli Merkel.

## Życiorys
Christiansen uczęszczała do gimnazjum w  Hennef. Następnie studiowała ekonomię i zdobyła dyplom na uniwersytecie w Bonn. Od 1994 pracowała jako asystentka rewidenta gospodarczego, a w 1996 dołączyła do firmy zajmującej się technologiami środowiskowymi.
W 1997 wstąpiła do CDU, rok później została zatrudniona przez ówczesnego Sekretarza Generalnego Petera Hintze jako zastępca rzecznika prasowego. W 1999 Christiansen została pierwszą rzeczniczką.
Od marca 2010 była kierowniczką sztabu ds. planowania politycznego, spraw fundamentalnych i zadań specjalnych oraz referatu ds. doradztwa medialnego w Federalnym Urzędzie Kanclerskim. Od lipca 2012 była członkiem rady telewizyjnej ZDF. Wcześniej była członkiem rady radia Deutsche Welle.